# Náčelník Generálního štábu Ozbrojených sil Slovenské republiky
Náčelník Generálního štábu Ozbrojených sil Slovenské republiky je nejvyšší vojenská hodnost v Ozbrojených silách Slovenské republiky. Velí v rozsahu své působnosti Generálnímu štábu Ozbrojených sil Slovenské republiky a Ozbrojeným silám Slovenské republiky. Pro tuto funkci je plánovaná nejvyšší vojenská důstojnická hodnost generál.
Současným náčelníkem je Daniel Zmeko. Zástupcem náčelníka Generálního štábu OS SR je Ľubomír Svoboda. A funkci zástupce náčelníka Generálního štábu Ozbrojených sil SR – náčelník štábu zastává Štefan Kovács.

## Postavení
Velení ozbrojeným silám je proces, při němž náčelník Generálního štábu Ozbrojených sil SR vydává v rozsahu své působnosti vojenské rozkazy na zabezpečení plnění úloh ozbrojených sil.   
Velení ozbrojeným silám odborně, organizačně a technicky zabezpečuje generální štáb.   
V čele generálního štábu je náčelník generálního štábu, který velí ozbrojeným silám. Náčelníka GŠ jmenuje a odvolává na návrh vlády prezident Slovenské republiky. Je podřízen ministru obrany, jemuž zodpovídá za výkon své funkce.
Náčelník generálního štábu je jmenován na čtyři roky; jmenování je omezeno nanejvýš na dvě funkční období následující za sebou.

## Práva
Náčelník generálního štábu má během vykonávání funkce právo na bezplatné používání jednoho služebního motorového vozidla s přiděleným řidičem, případně bez něj, pro vykonávání funkce nebo v souvislosti s ní a na poskytnutí a používání jednoho služebního mobilního telefonu pro zabezpečení dosažitelnosti v době vykonávání funkce. Limit bezplatného používání služebního mobilního telefonu určuje ministr obrany. Peněžní náležitosti náčelníka GŠ, jakož i nároky vyplývající ze služebního poměru určuje ministr obrany podle zvláštních předpisů.

## Seznam náčelníků Generálního štábu
- generálplukovník Ing, Jozef Tuchyňa – jmenován 1. 9. 1994
- generálmajor Ing. Marián Mikluš – jmenován 19. 8. 1998
- generál Ing. Milan Cerovský – jmenován 4. 12. 1998
- generál Ing. Milan Cerovský – jmenován 12. 12. 2002 prezidentem Rudolfem Schusterem.[7]
- generál Ing. Ľubomír Bulík, CSc. – jmenován 20. 12. 2004 prezidentem Ivanem Gašparovičem[8]
- generálporučík Ing. Peter Vojtek – jmenován 15. 12. 2011 prezidentem Ivanem Gašparovičem[9][10]
- generál Ing. Milan Maxim – jmenován 6. 5. 2014 prezidentem Ivanem Gašparovičem[11]

## Seznam 1. zástupců náčelníků Generálního štábu
(neúplný)
- 2013 – 2016 generálporučík Peter Gajdoš[12]
- 2016 – generálmajor Ing. Pavel Macko (od 1. 2. 2017 zástupce náčelníka)

## Seznam 2. zástupců náčelníků Generálního štábu
(neúplný)
- 18. 11. 2013[13] – 2016 generálmajor Ing. Pavel Macko
- duben 2016[14] – 31. 3. 2017 generálmajor Jindřich Joch (od 1. 2. 2017 zástupce náčelníka GŠ – náčelník štábu[14])

## Poznámka
Při běžné komunikaci se pro oficiální výraz "Náčelník Generálního štábu Ozbrojených sil Slovenské republiky" používá zkratka "N GŠ OS SR".